# کوئین کلاسیک
«کوئین کلاسیک» (به انگلیسی: Classic Queen) آلبومی از کوئین است که در سال ۱۹۹۲ میلادی منتشر شد.